# 大ウィーン (ワルツ)
『大ウィーン』（だいウィーン、独: Gross-Wien）作品440は、ヨハン・シュトラウス2世が作曲したウィンナ・ワルツである。

## 作曲背景

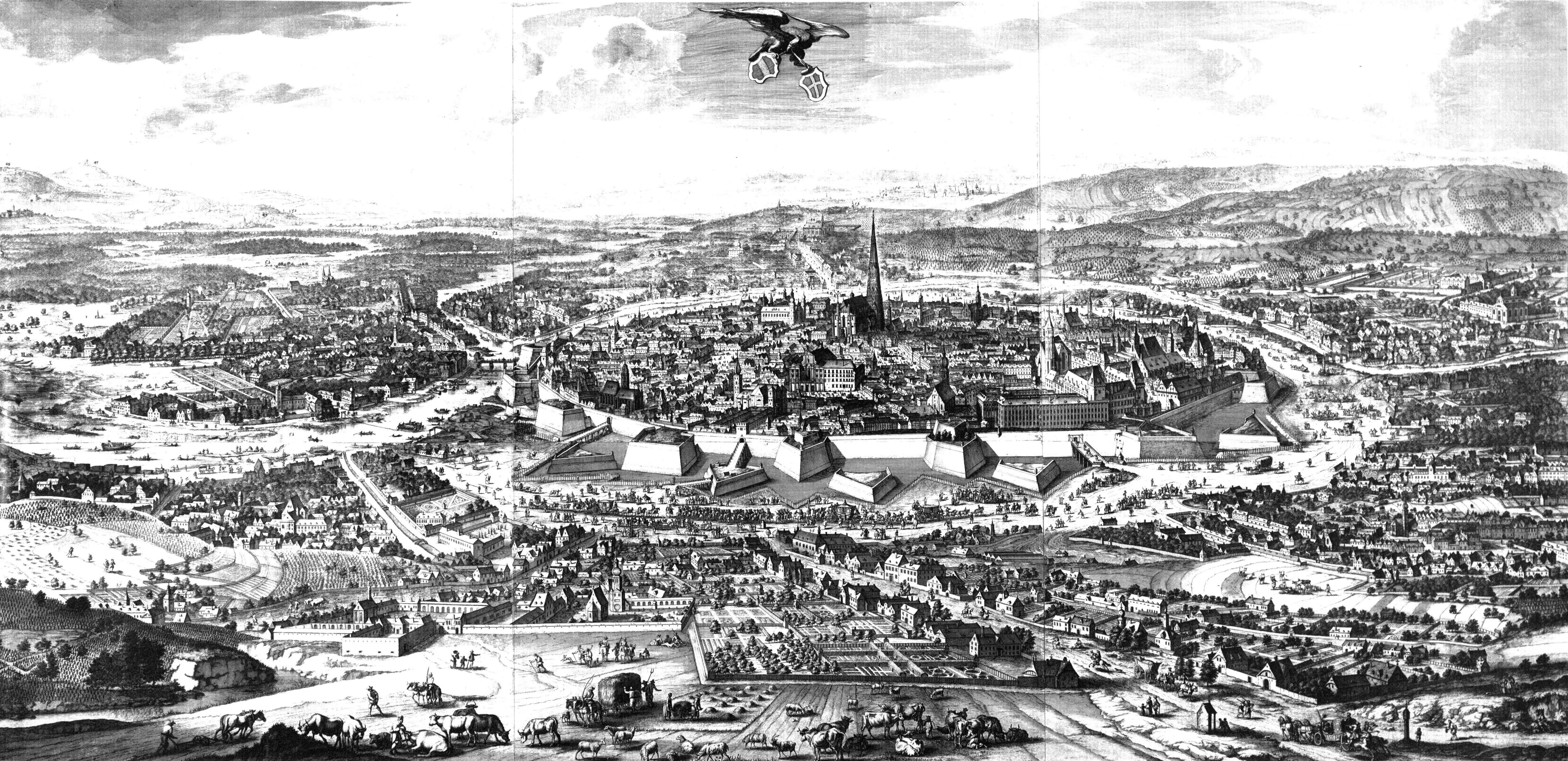
シュテファン大聖堂を中心に、巨大な防壁に囲まれた中世のウィーン。下部に比較的地味な第二の防壁が見える。

世紀末ウィーンでは、大幅な人口の流入によって郊外の居住者が急増し、それに伴ってウィーンの市域も拡大されていった。中世以来ウィーンは二重の防壁で取り囲まれていたが、皇帝フランツ・ヨーゼフ1世の決断によって第一の防壁は取り払われて巨大環状道路「リンクシュトラーセ」となった。
第二の防壁「リーニエンヴァル」はそのまま残されていたが、1890年にふたたび市域を拡大するにあたって取り壊された。ワルツ王ヨハン・シュトラウス2世はこれに目を付け、市域拡大に関連する曲名のワルツ『大ウィーン』を作曲した。1891年5月、プラーター公園の合唱ホールにおいて、500人もの軍楽隊員とウィーン男声合唱協会により初演された。
有力紙『新自由新聞』は、このワルツを「いまにもウィーンの森の響きが聞こえてくるような新編入区が、いかにも郊外らしい調子をともなって音楽として登場する」と評している。市域拡大により、ワルツ『ウィーンの森の物語』で有名な「ウィーンの森」の端に位置する郊外が、新たにウィーンの区となったのである。